# Франкополь
Франкополь (пол. Frankopol) — село в Польщі, у гміні Репки Соколовського повіту Мазовецького воєводства.
У 1975-1998 роках село належало до Седлецького воєводства.